# Hidróxido de magnesio
El hidróxido de magnesio es un compuesto inorgánico (Mg(OH)2) raramente utilizado como saborizante o como antiácido. 
Se obtiene al mezclar hojuelas de magnesio con agua:
{\displaystyle Mg(s)+2H_{2}O(l)\longrightarrow Mg[OH]_{2}(aq)+H_{2}(g)}

## Historia

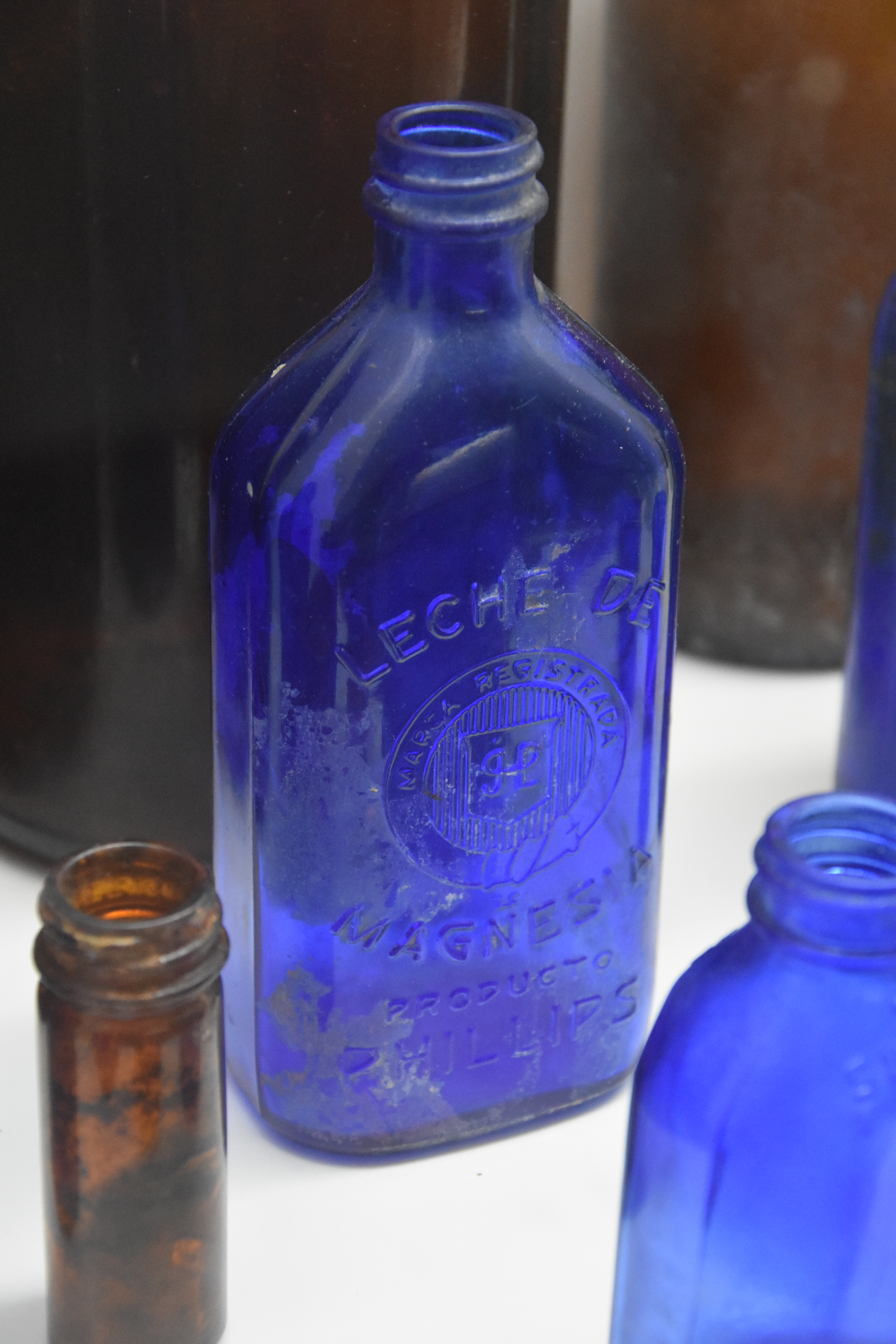
Botella de leche de magnesia Phillips, Museo de Ámbar, Santo Domingo, República Dominicana.

En 1829, Sir James Murray usó una  preparación fluida de magnesia de su propio diseño para tratar al Lord Teniente de Irlanda, el marqués de Anglesey. El éxito fue tal (fue promocionado en Australia, siendo aprobado por el Royal College of Surgeons en 1838) que Murray fue nombrado médico de cabecera de Anglesey y se le otorgó dos títulos de Lord teniente posteriores, siendo así nombrado caballero (sir). Su producto de magnesia fluida fue patentado dos años después de su muerte en 1873.
El término leche de magnesia fue primero usado para una suspensión alcalina de color blanco, acuosa,  de hidróxido de magnesio formulada en alrededor de 8  %p/v por Charles Henry Phillips en 1880 que fue vendida bajo el nombre de  (del inglés: Phillips' Milk of Magnesia ‘Leche de Magnesia Phillips’)   para uso medicinal. Se utiliza tanto como laxante como para neutralizar el ácido gástrico (antiácido).
Sin embargo el nombre era de propiedad parcial de GlaxoSmithKline además el registro USPTO muestra que "Milk of Magnesia (Leche de Magnesia)" fue registrado por Bayer, y " tommson' Milk of Magnesia" (Leche de Magnesia Phillips)  lo había registrado Sterling Drug. En el Reino Unido, el nombre (no de marca o genérico) "Milk of Magnesia" y "Phillips' Milk of Magnesia" es "Cream of Magnesia" (Crema de Magnesia) Mezcla de Hidróxido de magnesio, BP.
Mezclado con hidróxido de aluminio se obtiene un antiácido comercializado con el nombre de Mylanta y sus derivados (Mylantados, Mylantamil). Los mismos también tienen efecto carminativo y antiflatulento.